# ماه پنهان است
ماه پنهان است (به انگلیسی: The Moon Is Down) رمانی از جان اشتاین‌بک، نویسندهٔ اهل ایالات متحده آمریکا است.
این رمان را می توان یکی از مصادیق ادبیات مقاومت خواند که در آن مردم شهر کوچکی که پیش از آن درگیر تجربه تلخ اشغال نظامی نشده بودند، سر به طغیان و البته نه شورش علنی برداشتند.

## ترجمه به فارسی
این رمان به زبان فارسی ترجمه شده و با مشخصات زیر به چاپ رسیده است:
- ‏م‍اه‌ پ‍ن‍ه‍ان اس‍ت‌، ت‍رج‍مۀ پ‍روی‍ز داری‍وش‌، ت‍ه‍ران‌: سازمان کتاب‌های جیبی: مؤسسۀ انتشارات فرانکلین‏‫، ۱۳۴۱.
- ‏م‍اه‌ پ‍ن‍ه‍ان اس‍ت‌، ترجمۀ احمد حسینی، تهران: ناژ‏‫، ۱۳۹۴.
- ‏م‍اه‌ پ‍ن‍ه‍ان اس‍ت‌، ترجمۀ شهرزاد بیات‌موحد، تهران: انتشارات ماهی، ‏‫۱۳۹۴.

همچنین یک نسخۀ تلخیص‌شده از این رمان به چاپ رسیده است: 
- ‏م‍اه‌ پ‍ن‍ه‍ان اس‍ت‌، تلخیص حسن زمانی، تهران: همشهری‏‫، ۱۳۹۱.